# Shata QS
ShataQS, znana również jako Meggie QS, właśc. Małgorzata Kuś (ur. 1982 w Ząbkowicach Śląskich) – polska piosenkarka, autorka tekstów i muzyki oraz producenta muzyczna.

## Życiorys
Jest absolwentką Państwowej Szkoły Muzycznej I stopnia w Dzierżoniowie w klasie Skrzypiec i Akademii Muzycznej im. Karola Szymanowskiego w Katowicach na wydziale jazzu i muzyki rozrywkowej.
W 2001 zwyciężyła w finale programu telewizyjnego TVP2 Szansa na sukces. W 2011 wzięła udział w przesłuchaniach do pierwszej edycji programu TVP2 The Voice of Poland, ale bez powodzenia. W 2013 wraz z sześcioosobowym zespołem została laureatką szóstej edycji programu rozrywkowego Must Be the Music. Tylko muzyka w telewizji Polsat. 4 listopada 2013 wydała album pt. The Colors I Know. W kolejnych latach wydała jeszcze kilka płyt: Mr.ManKind (2015), Fenix (2019) i WEDA (2023), a ostatni album nagrała z gościnnym udziałem Leszka Możdżera. Również w 2023 wydała reedycję płyty pt. The Colors I Know.

## Dyskografia
| Rok                        | Album | Pozycja na liście |
| Rok                        | Album | POL               |
| -------------------------- | --- | ----------------- |
| 2013                       | The Colors I Know (EP) - Data: 04.11.2013 – 05.08.2014 – Wycofanie płyty ze sprzedaży - Wydawca: artconnection music | –                 |
| 2015                       | Mr.ManKind - Data: 18 marca 2015 - Wydawca: Lou & Rocked Boys                                                        | 9                 |
| 2019                       | Fenix - Data: 29 marca 2019 - Wydawca: Lou & Rocked Boys                                                             | –                 |
| 2023                       | Weda - Data: 20 stycznia 2023 - Wydawca: Seeyousoon Recordings                                                       |                   |
| 2023                       | The Colors I Know – ponowne wydanie (EP) - Data: 01.09.2023 - Wydawca: Seeyousoon Recordings                         |                   |
| „–” album nie był notowany | |                   |

## Teledyski
| Rok  | Tytuł           | Scenariusz                  | Realizacja                          | Album                         | Źródło |
| ---- | --------------- | --------------------------- | ----------------------------------- | ----------------------------- | ------ |
| 2015 | „Die Free”      | Michał Jagiełło             | Michał Jagiełło                     | Mr.ManKind                    | [ 14 ] |
| 2015 | „Teraz”         | ShataQS & Michał Jagiełło   | Michał Jagiełło                     | Mr.ManKind                    | [ 15 ] |
| 2019 | „Fenix”         | ShataQS                     | Michał Jagiełło                     | Fenix                         | [ 16 ] |
| 2019 | „Motyl”         | ShataQS                     | Aleksandra Gronowska                | Fenix                         | [ 17 ] |
| 2019 | „Światło”       | ShataQS                     | Paweł Pachura / Tv Sudety           | Fenix                         | [ 18 ] |
| 2021 | „Weda”          | ShataQS                     | Michał Dawidowicz                   | WEDA                          | [ 19 ] |
| 2023 | „Lustro”        | ShataQS                     | Michał Dawidowicz & Marcin Dominiak | WEDA                          | [ 20 ] |
| 2023 | „Ogród”         | ShataQS                     | Takkaona Production                 | WEDA                          | [ 21 ] |
| 2023 | „Demon”         | ShataQS Takkaona Production | Takkaona Production                 | WEDA                          | [ 22 ] |
| 2024 | „Przysłowianki” | ShataQS                     | Michał Jagiełło                     | WEDA                          | [ 23 ] |
| 2024 | „Złoto”         | ShataQS & Łukasz Dembiński  | Maciek Skowronʙ                     | On The Way / Łukasz Dembiński | [ 24 ] |